# Xu Huaizhong
Xu Huaizhong (en xinès tradicional: 許 懷中; en xinès simplificat: 许怀中; en pinyin: Xǔ Huáizhōng) (Handan 1929 - Pequín 2023), militar, guionista i escriptor xinès. Guanyador del Premi de Reportatge del Premi Lu Xun de Literatura del període 2010-2103, per 底色 (Background) i del Premi Mao Dun de Literatura de l'any 2019 per la novel·la 牵风记 Qianfengji (Story of the Towing Wind).

## Biografia
Xu Huaizhong (许 怀中) va néixer el 29 de setembre de 1929 a Handan, província de Hebei (Xina). Va fer els primers estudis a una escola d'una base antijaponesa a les muntanyes de Taihang. Després de l'escola secundària el 1945, es va incorporar a l'Exèrcit Popular d'Alliberament, on va desenvolupar diferents activitats en l'àmbit cultural i de propaganda, fins a arribar al rang de general.

#### Activitat cultural-polítco-militar
El 1950, va entrar a la Compannyia d'Art del Departament Polític de la Regió Militar del Sud-oest i com a instructor a l'empresa constructora de l'autopista de Kangzang. El 1958 va ser traslladat al diari de l'exercit com a redactor i reporter. El 1963 va ser traslladat al Departament de Cultura del Departament de Política General de la Comissió Militar com a personal creatiu professional.
Durant la Revolució Cultural, va ser traslladat a la Regió Militar de Kunming i el 1973, va ser nomenat Viceministre de Cultura d'aquesta Regió i el finalitzada la Revolució, el 1978 va entrar com a guionista als estudis cinematogràfics August First Film Studios (Bayi Film Studio) finançats per l'exercit. El 1984, va ser nomenat director del Departament de Literatura i Art de l'Exèrcit Popular d'Alliberament i el 1985, va exercir com a viceministre i ministre del Departament de Cultura del Departament de Política General de la Comissió Militar, amb el grau de general de divisió. Va ser membre del 8è i 9è Comitè Nacional de la Conferència Consultiva Política del Poble Xinès i vicepresident de l'Associació d'Escriptors Xinesos.

#### Carrera literària
Va començar a publicar obres el 1954, quan va publicar la seva primera novel·la 地上的長虹  (The Rainbow on the Earth), que que reflectia les gestes del cos d'enginyers militars en la construcció de carreteres. L'any 1956, va escriure la novel·la 我們播種愛情 (Sembrem amor) basada en molts anys d'experiència en la vida fronterera, que va publicar el 1958 va editar 我們播種愛情.
El 1981 西線軼事 i el 1986 una col·lecció de contes : 沒有翅膀的天使 .
L'escriptor xinès i Premi Nobel, Mo Yan explica que l'any 1984 va rebre el suport de Xu Huaizhong per entrar a l'Escola de les Arts i Lletres de l'Exèrcit i que gràcies a Xu la seva vida va canviar.
Va morir a Pequín el 13 de gener de 2023.

### Obres destacades i premis
- 1983: Premi Nacional de Literatura de relats curts per - 西 线 议事 - xi xian yi shi - The Anecdote on Western Route
- 2003: 我们 拨中 爱请 - women bo zhong ai qing - (We Sow Love)
- 2014: Premi Lu Xun de Literatura per 底色- di se - Bottom Color
- 2019: Premi Mao Dun de Literatura per 牵风记 Qianfengji